# Saint-Tugdual
Pour les articles homonymes, voir Tugdual.
Saint-Tugdual [sɛ̃tygdyal] est une commune française, située dans le département du Morbihan en région Bretagne.

## Toponymie
Le nom de la localité attestée sous la forme Saint Tudal en 1286 a été francisée en Saint-Tugdual.
Saint-Tugdual se dit Sant-Tudal en breton. Le nom de la commune provient de saint Tugdual, évêque de Tréguier.

## Géographie

### Localisation
Saint-Tugdual est une commune rurale appartenant à la communauté de communes du Pays du Roi Morvan. Par ses traditions, elle appartient au Pays Pourlet et à la Basse-Bretagne. Elle est située en dehors des grandes voies de communication.

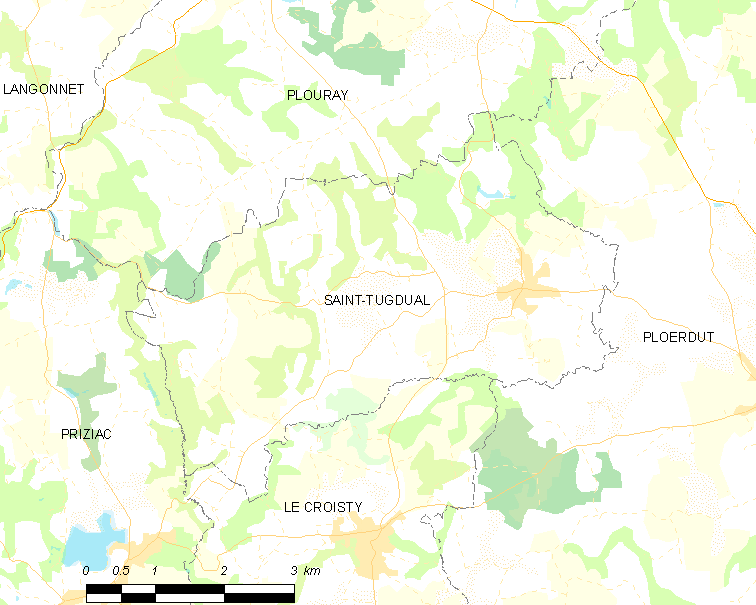
Carte de Saint-Tugdual et des communes avoisinantes.

|         | Plouray       |          |
| Priziac | Saint-Tugdual | Ploërdut |
|         | Le Croisty    |          |

### Relief et paysage
La commune est vallonnée, les principales hauteurs se trouvant au nord de la commune. Elle culmine à 274 mètres au bois de Kerminisy. La commune a une superficie de 1 997 hectares dont 247 hectares de bois.
| - Carte topographique de la commune de Saint-Tugdual. |

### Hydrographie
Pour un article plus général, voir Réseau hydrographique du Morbihan.
La commune est située dans le bassin Loire-Bretagne. Elle est drainée par l'Aër, le ruisseau de Corrogant, le ruisseau de Kermartin, le ruisseau de Kerminizy, le ruisseau de Kersallic, le ruisseau du Moulin du bois et divers autres petits cours d'eau,.
La rivière Aër longe le territoire communal au sud et sert de limite avec Le Croisty. Elle coule au fond d'une vallée encaissée et boisée où affleure le granite en aval du moulin du Temple. Plusieurs affluents de l'Aêr ayant tous une orientation générale Nord-Sud arrosent le territoire communal : ruisseau du moulin du Bois, ruisseau de Kerminisy, ruisseau de Kersallic, ruisseau de Kermartin, ruisseau de Corrogant.

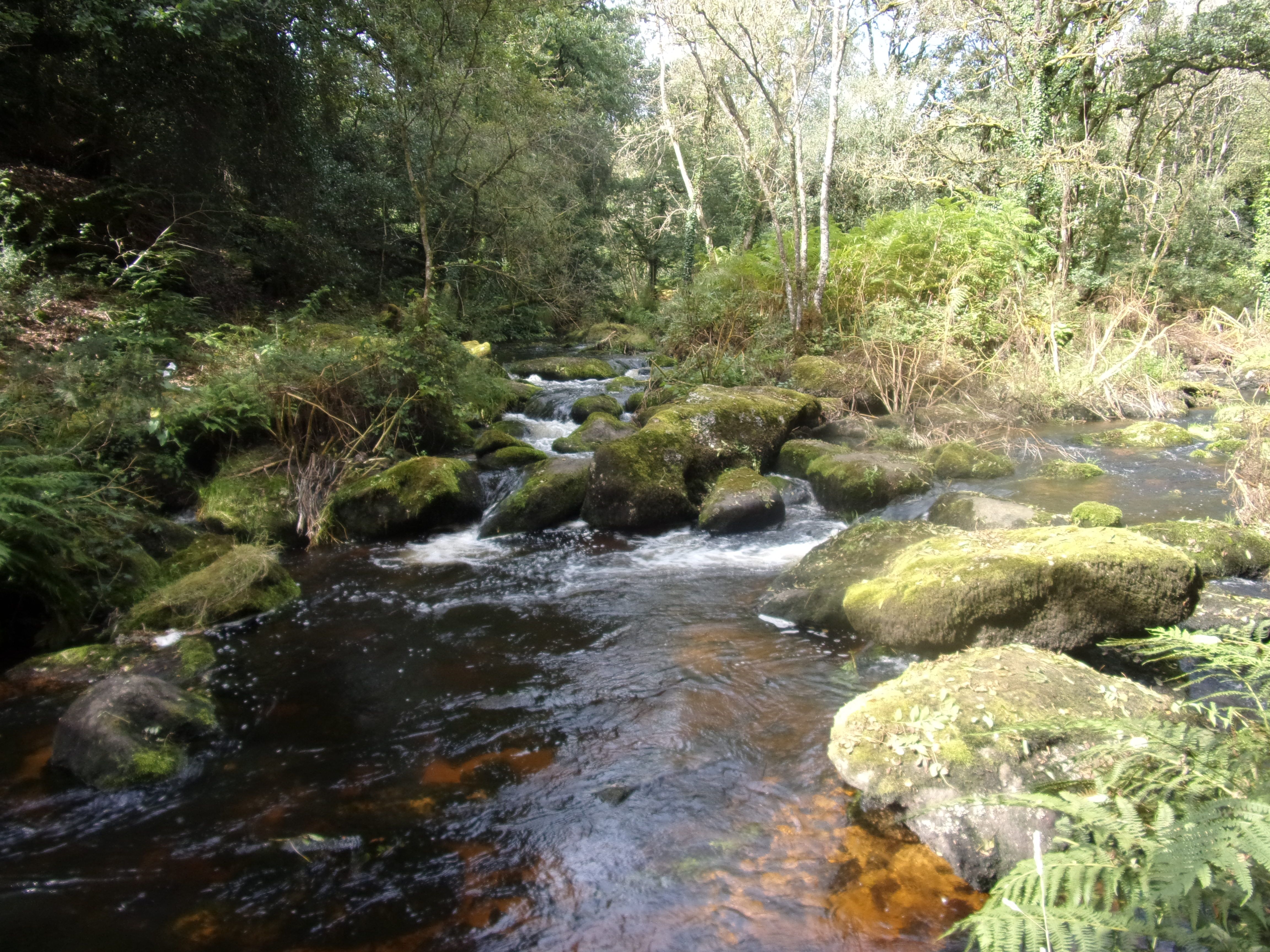
La rivière Aër en aval du moulin du Temple.
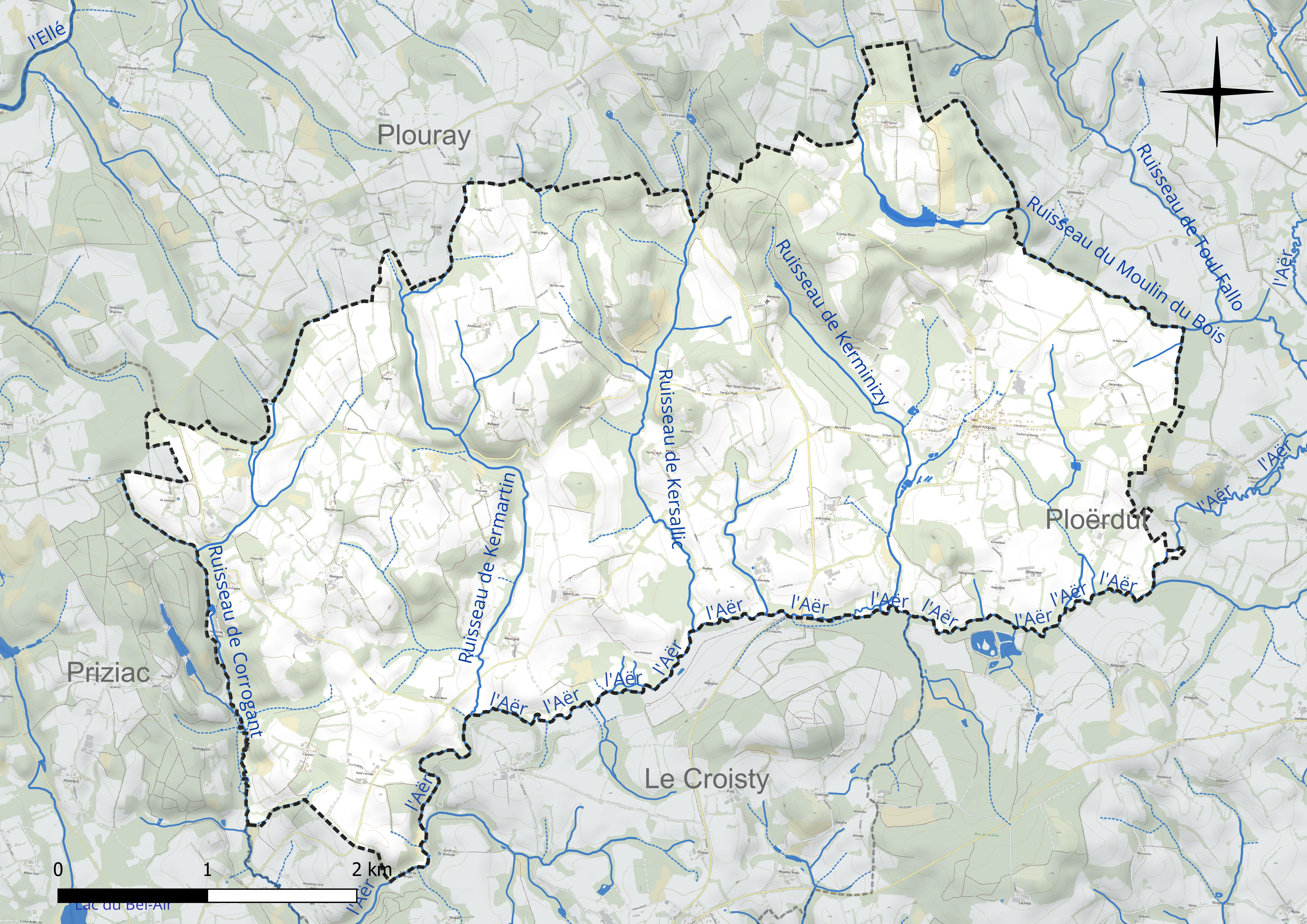
Réseau hydrographique de Saint-Tugdual[Note 1].

L'Aër, d'une longueur de 28 km, prend sa source dans la commune de Ploërdut et se jette  dans l'Ellé à Meslan, après avoir traversé cinq communes.

### Climat
Pour des articles plus généraux, voir Climat de la Bretagne et Climat du Morbihan.
En 2010, le climat de la commune est de type climat océanique franc, selon une étude du Centre national de la recherche scientifique s'appuyant sur une série de données couvrant la période 1971-2000. En 2020, Météo-France publie une typologie des climats de la France métropolitaine dans laquelle la commune est exposée à un climat océanique et est dans une zone de transition entre les régions climatiques « Finistère nord  » et « Bretagne orientale et méridionale, Pays nantais, Vendée ». Parallèlement l'observatoire de l'environnement en Bretagne publie en 2020 un zonage climatique de la région Bretagne, s'appuyant sur des données de Météo-France de 2009. La commune est, selon ce zonage, dans la zone « Monts d'Arrée », avec des hivers froids, peu de chaleurs et de fortes pluies.
Pour la période 1971-2000, la température annuelle moyenne est de 10,9 °C, avec une amplitude thermique annuelle de 12 °C. Le cumul annuel moyen de précipitations est de 1 122 mm, avec 15,9 jours de précipitations en janvier et 8,2 jours en juillet. Pour la période 1991-2020, la température moyenne annuelle observée sur la station météorologique la plus proche, située sur la commune de Lanvénégen à 19 km à vol d'oiseau, est de 12,1 °C et le cumul annuel moyen de précipitations est de 1 215,0 mm,. Pour l'avenir, les paramètres climatiques de la commune estimés pour 2050 selon différents scénarios d'émission de gaz à effet de serre sont consultables sur un site dédié publié par Météo-France en novembre 2022.

## Urbanisme

### Typologie
Au 1er janvier 2024, Saint-Tugdual est catégorisée commune rurale à habitat très dispersé, selon la nouvelle grille communale de densité à sept niveaux définie par l'Insee en 2022.
Elle est située hors unité urbaine et hors attraction des villes,.

### Occupation des sols

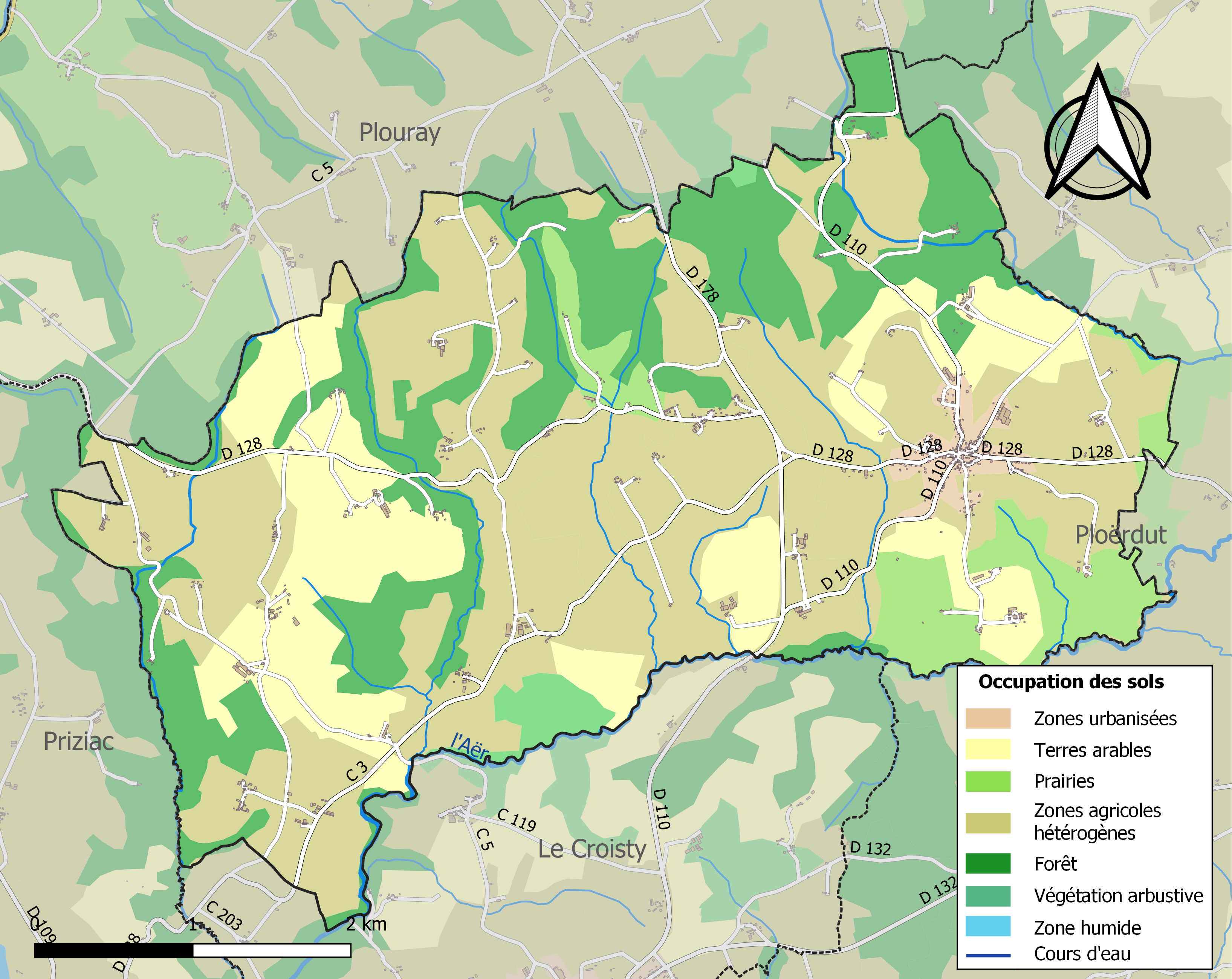
Carte des infrastructures et de l'occupation des sols de la commune en 2018 (CLC).

Le tableau ci-dessous présente l' occupation des sols de la commune en 2018, telle qu'elle ressort de la base de données européenne d’occupation biophysique des sols Corine Land Cover (CLC).
| Type d’occupation                                                                   | Pourcentage | Superficie (en hectares) |
| ----------------------------------------------------------------------------------- | ----------- | ------------------------ |
| Tissu urbain discontinu                                                             | 1,8 %       | 36                       |
| Terres arables hors périmètres d'irrigation                                         | 17,7 %      | 357                      |
| Prairies et autres surfaces toujours en herbe                                       | 6,7 %       | 135                      |
| Systèmes culturaux et parcellaires complexes                                        | 41,7 %      | 841                      |
| Surfaces essentiellement agricoles interrompues par des espaces naturels importants | 8,5 %       | 172                      |
| Forêts de feuillus                                                                  | 21,7 %      | 439                      |
| Forêts de conifères                                                                 | 0,4 %       | 9                        |
| Landes et broussailles                                                              | 1,3 %       | 27                       |
| Forêt et végétation arbustive en mutation                                           | 0,1 %       | 3                        |
| Source : Corine Land Cover                                                          |             |                          |

Il en ressort que le bocage a été en grande partie préservé. Les champs de faible superficie entourés pour certains de talus et d'arbres occupent 41% de la surface communale. La forêt, qui occupe 23 % de la surface communale, est constituée principalement de feuillus.

### Morphologie urbaine
Le bourg constitue l'agglomération principale. Outre le bourg, la population se disperse dans une soixantaine de lieux-dits et écarts

## Histoire

### Préhistoire
En 1888 à Cornospital en Saint-Tugdual fut trouvé un vase en terre contenant 4 haches à talon rectangulaires et à anneau latéral, 2 pointes de lances à douille et un important fragment d'une lame d'épée.

### Moyen Âge
Saint-Tugdual est un démembrement de la grande paroisse de l'Armorique primitive de Plouhaer ou Plouhair (aujourd'hui disparue). Jusqu'au début du XIIe siècle, on ne parle que de la grande paroisse de Priziac. La création de la paroisse de Saint-Tugdual n'intervient qu'après 1191 (elle est citée en 1285 dans les registres de l'abbaye de Bon-Repos sous le nom de Saint Tudale) . La paroisse de Saint-Tugdual englobait la trève du Croisty (Le Croisty ne sera érigée en paroisse qu'en 1865) et dépendait du doyenné de Kemenet-Guégan. Saint-Guen aurait aussi été une trève de la paroisse au Moyen Âge.
Ce territoire était dominé pas des seigneurs puissants : Les Hospitaliers de Saint-Jean de Jérusalem dont la commanderie était au Croisty d'une part et une noblesse locale aisée vassale des Rohan-Guémené d'autre part. Plusieurs seigneuries disposant chacune de leur manoir se partageaient les terres : Kermartin, Roscario, Kerminizic, Penhaër, Kersallic, Poulharze, Restergant, Corargant

### LeXVIesiècle
La chapelle Saint-Guen est construite en 1540. Ses commanditaires sont des seigneurs locaux : les seigneurs de Kerminisy, Kersallic et Restergant.

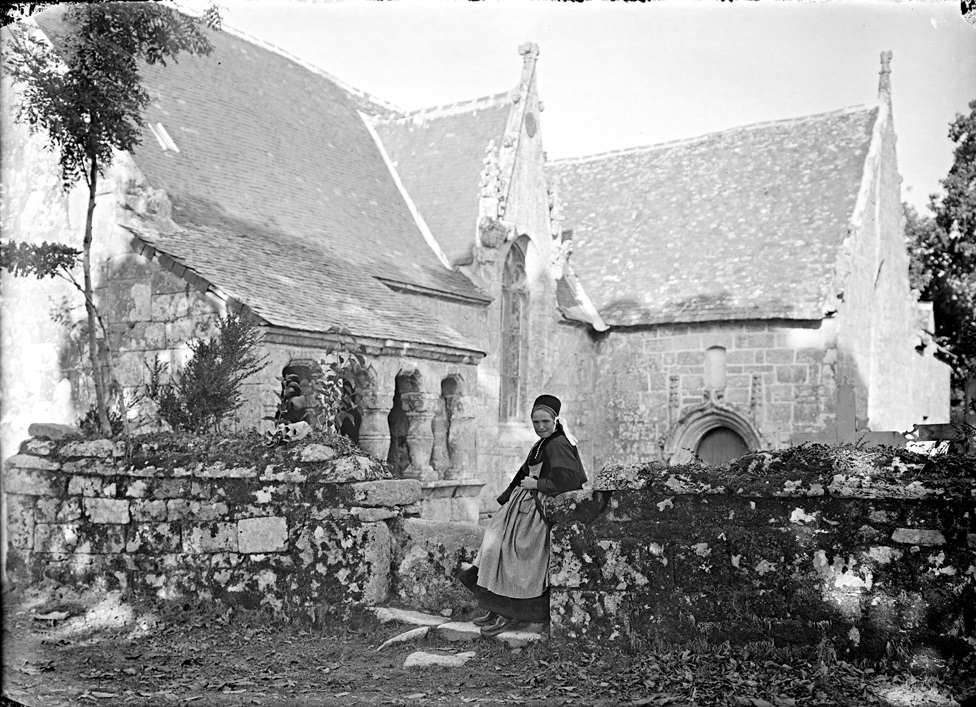
Paysanne portant le capot posant devant la chapelle Saint-Guen (vers 1911).

### LeXVIIesiècle
La paroisse, sans compter la trève du Croisty, était en 161 divisée en 7 frairies ; bourg, Saint-Guen, Restergant, Temple, Guernandic, Carmès et les deux de Govel [Gauvel].
Le presbytère est reconstruit dans le courant du XVIIe siècle.

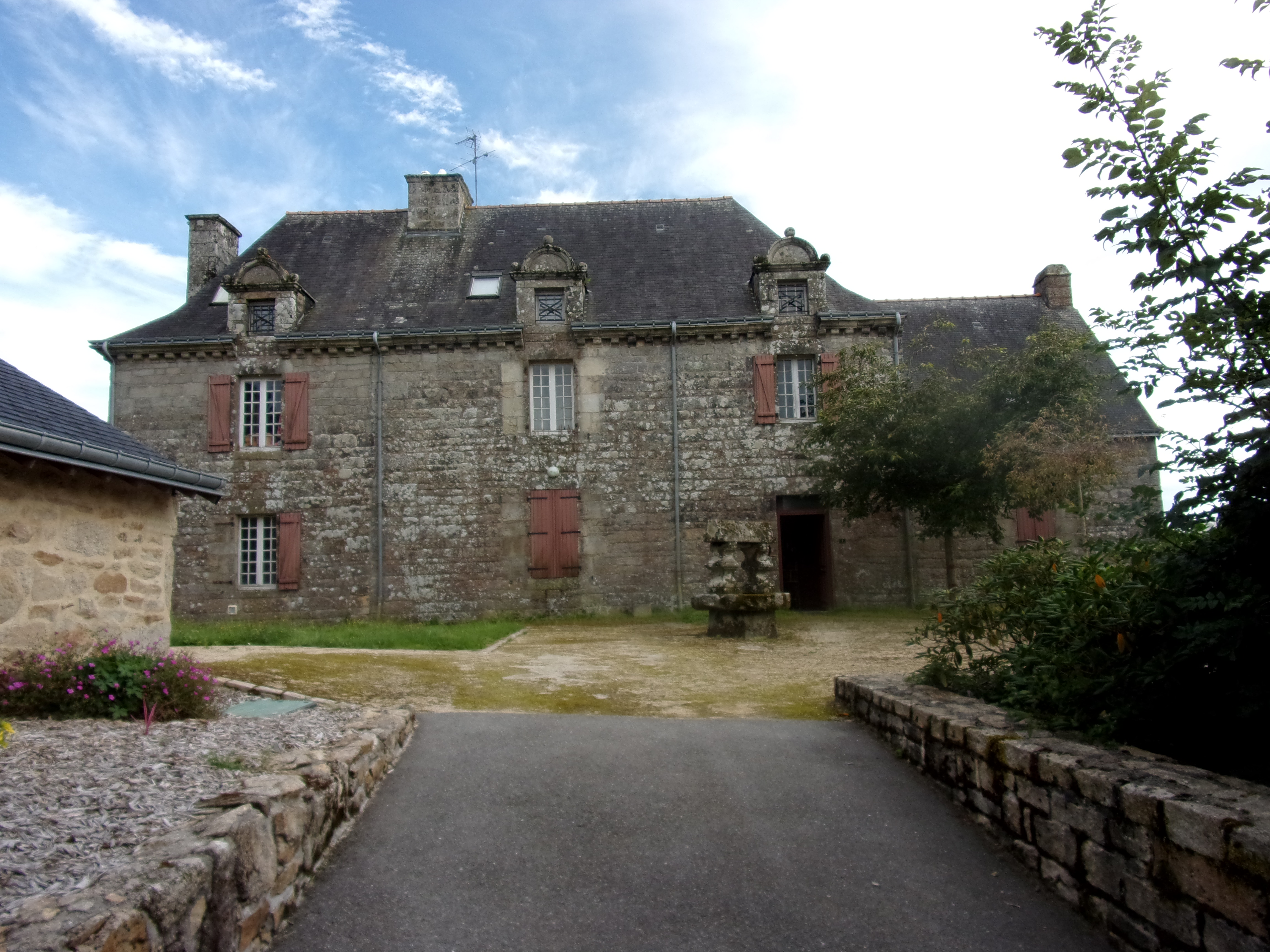
L'ancien presbytère dont la construction remonte au XVIIe siècle

### LeXVIIIesiècle

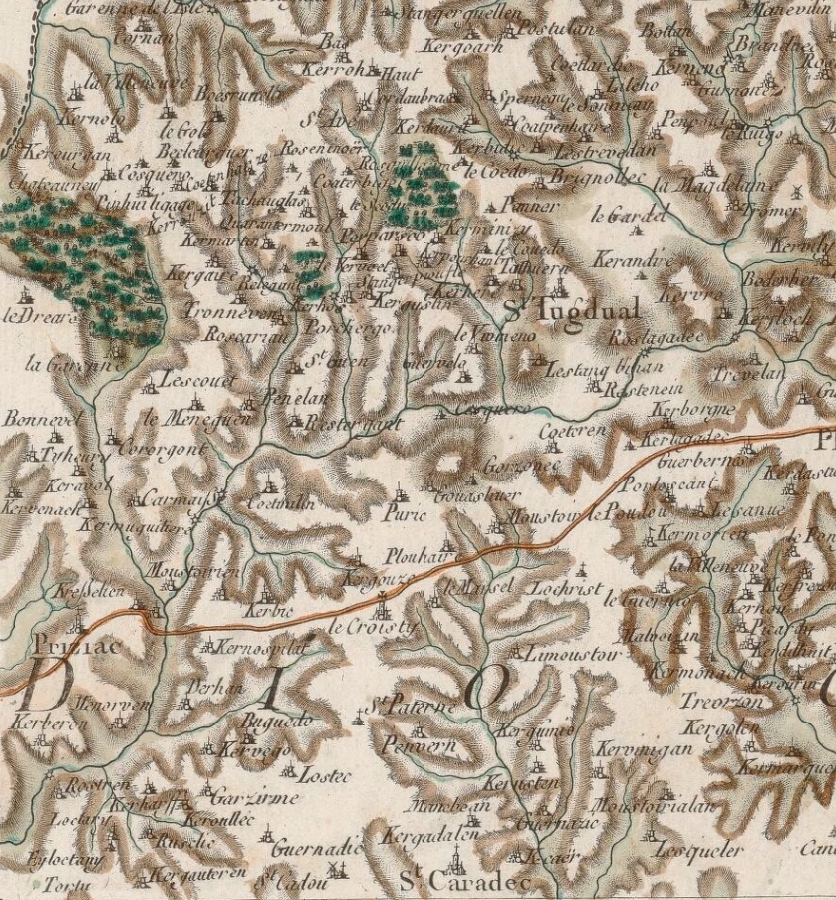
Carte de Cassini de la paroisse de Saint-Tugdual et de sa trève du Croisty (1787).

Jean-Baptiste Ogée décrit ainsi Saint-Tugdual en 1778 :

« Saint-Tugdual ; à 14 lieues au Nord-Ouest de Vannes, son évêché ; à 16 lieues de Rennes et à 2 lieues et demie de Guémené , sa subdélégation. Cette paroisse ressortit à Hennebon et compte 2 000 communiants, y compris ceux de Croixty [ Le Croisty ], sa trève la Cure est à l'alternative. Le territoire offre à la vue des terres en labeur, des prairies, des landes et des bois dont le plus considérable est celui de Kermelizederas [Kerminizy] qui peut avoir une lieue et demi de circuit. »

### Révolution française
La paroisse est érigée en commune en 1789. Le prêtre jureur François Le Goff, curé de Saint-Tugdual, est assassiné par les Chouans en janvier 1795. Ce dernier s'était marié le 14 juillet 1792 : « ...Moi, François Le Goff persuadé de plus en plus de la validité du mariage des prêtres, je déclare prendre pour ma légitime épouse Jacquette Corderoh ici présente et ce au terme de la loi... et moi Jacquette Corderoh je déclare prendre librement et volontairement pour mon légitime époux François Le Goff, ici présent quoique prêtre et curé de Saint-Tugdual... ». Ils eurent une fille Marie Françoise Liberté Le Goff née au presbytère de Saint-Tugdual le 5 avril 1793. François Hyacinthe Bargain écrivait au sujet de ce dernier en avril 1794 : le curé de Saint-Tugdual a femme et enfant et est revêtu de l'habit des Gardes Nationales depuis longtemps.
Le 5 juillet 1795 le maire de Plouray, Joseph-Jean Guillaume, est arrêté à Saint-Guénin par les Chouans sous le prétexte d'un incident lié à une procession autour de la chapelle mais en réalité parce qu'il a dénoncé des prêtres réfractaires. Il est fusillé dans le bois de Kerminisy, comme Jean Salvar, officier municipal, malgré sa proposition de remettre aux Chouans 10 000 livres.

### LeXIXesiècle
A. Marteville et P. Varin, continuateurs d'Ogée, décrivent ainsi Saint-Tugdual en 1853 :

« Saint Tugdual : commune formée de l'ancienne paroisse de ce nom, y compris sa trève Croixty [Le Croisty] ; aujourd'hui succursale. Il y a foire au Croixty le Vendredi saint et le 6 mai (le lendemain si ce jour est férié). Géologie : granite. On parle le breton. »

Vers 1855, un ancien prêtre desservant la paroisse de Saint-Tugdual, François-Marie 
Quelo, fut condamné à vingt ans de travaux forcés « pour avoir, étant ministre du culte catholique, commis plusieurs attentats à la pudeur (...) sur des jeunes filles de moins de 11 ans » et envoyé au bagne de Brest.
Une épidémie de variole fit 65 malades (dont 38 moururent) à Saint-Tugdual entre 1865 et 1870.
En 1873 des habitants de Saint-Tugdual signèrent une pétition demandant « le rétablissement, dans le plus bref délai, de la royauté en la personne d'Henri V, héritier légitime de la couronne de France ».
Un projet de partition de la commune afin de permettre la création de la commune du Croisty échoua en 1875, le préfet du Morbihan arguant notamment que si le projet était accepté, la population de la commune de Saint-Tugdual serait réduite de moitié, passant de 1 625 habitants à 830 habitants.
Lors de l'élection législative de 1877 ( Albert de Mun, candidat monarchiste, fut réélu lors des élections de 1876 mais ce résultat fut invalidé, en raison des pressions exercées sur les électeurs pour qu'ils votent pour Albert de Mun et des fraudes, notamment à Saint-Tugdual ; le député Charles-Ange Laisant  déclare que « dans la commune de Saint-Tugdual, les bulletins [de vote] de M. De Mun auraient été déposés sur la table de vote et chaque électeur aurait dû prendre son bulletin devant le maire, le plier et le déposer dans l'urne » ; en conséquence le candidat républicain, Lefebvre, qui avait obtenu 126 voix à l'élection du 27 août 1876 n'en obtint que 27 à celle du 14 octobre 1877.
Paul Joanne indique dans son "Dictionnaire géographique et administratif de la France" publié en 1890 la présence â Saint-Tugdual de deux écoles publiques et des Filles de Jésus et, dans les bois, à 5 km à l'ouest-sud-ouest du bourg, les ruines de la chapelle du Solo qui datait du XVIe siècle.

### LeXXesiècle

#### La Belle Époque

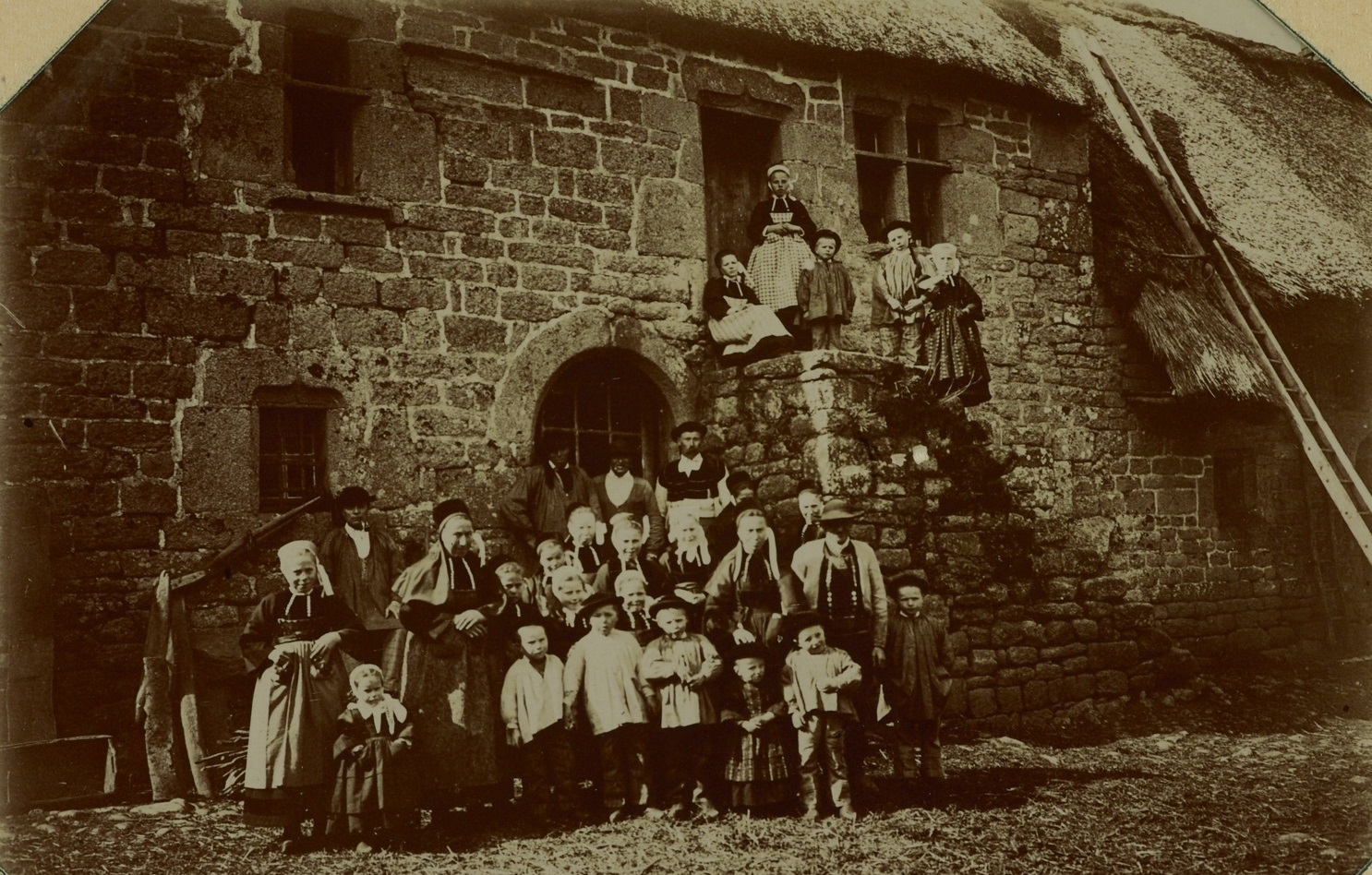
Groupe de villageois posant devant une chaumière du village de Carmès vers 1900.

En août 1900, le conseil municipal de Saint-Tugdual, divisé en deux fractions opposées égales, fut dissous.
La commune de Saint-Tugdual dut céder une partie de son territoire en 1903 pour permettre la création de la commune du Croisty.
Dans L'amour s'amuse, un roman publié en 1906, Gaston Derys qualifie les habitants de Saint-Tugdual de  « rustres », puis de « lourdauds » et même quelques lignes plus loin de « sauvages ».
Un décret du Président de la République en date du 14 juin 1911 attribue, à défaut de bureau de bienfaisance, les biens ayant appartenu à la fabrique de Saint-Tugdual et actuellement placés sous séquestre à la commune de Saint-Tugdual.

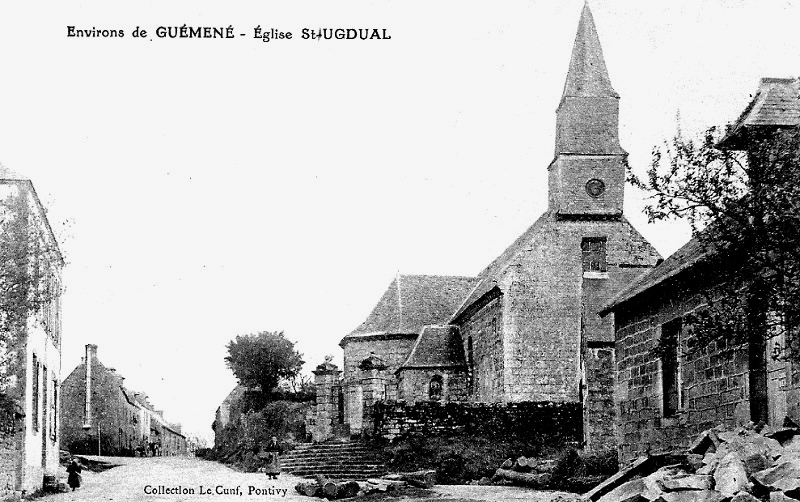
Saint-Tugdual : l'église paroissiale Saint-Tugdual vers 1910 (carte postale Le Cunf)
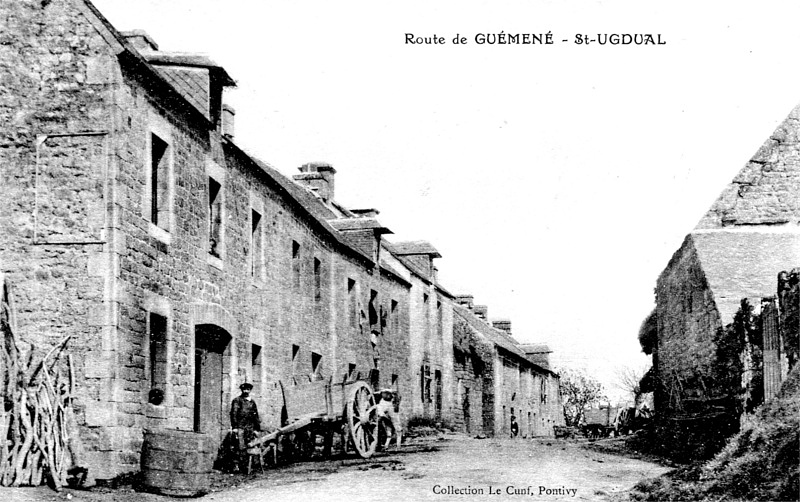
Saint-Tugdual : la route de Guémené au début du XXe siècle (carte postale Le Cunf).

#### La Première Guerre mondiale

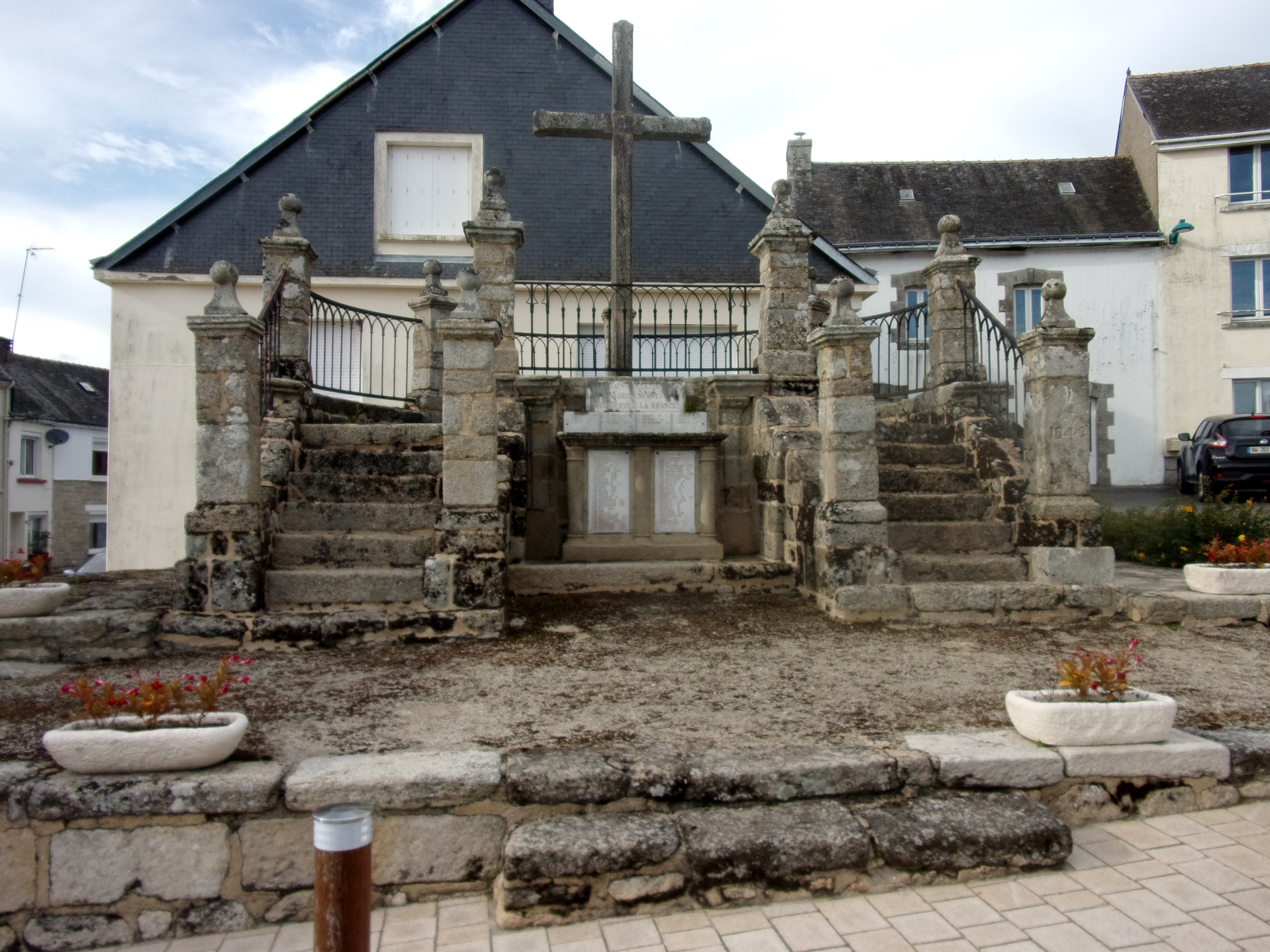
Le monument aux morts de Saint-Tugdual

Le monument aux morts de Saint-Tugdual porte les noms de 53 soldats morts pour la France pendant la Première Guerre mondiale dont deux décédés en 1914 sur le front belge pendant la Course à la mer, deux décédés dans les Balkans alors qu'ils étaient membres de l'Armée française d'Orient, un (Louis Le Pourhiet) décédé en captivité en Allemagne, la plupart des autres étant décédés sur le sol français. Parmi ces derniers, plusieurs ont été décorés : l'adjudant Jean Le Scouarnec, tué à l'ennemi le 4 avril 1916 à Douaumont, décoré de la Croix de guerre ; le soldat François Le Douaron, tué à l'ennemi le 29 octobre 1916 à Sailly-Saillisel (Somme), décoré de la Médaille militaire et de la Croix de guerre avec étoile de bronze ; son frère, le soldat Pierre Le Douaron, mort des suites de ses blessures dans une tranchée le 2 septembre 1917 à Seraucourt-le-Grand (Aisne), décoré de la Croix de guerre ; le soldat Alfred Le Bris, mort des suites de ses blessures le 21 décembre 1916 à l'hôpital de Commercy (Meuse), décoré de la Médaille militaire.
Jean-Marie Cario, né en 1887 à Saint-Tugdual, soldat au 4e bataillon d'infanterie de marche d'Afrique, fut fusillé pour l'exemple le 21 décembre 1917 à Souk Ahras (Algérie), « abattu durant une tentative d'évasion du camp de Souk Ahras ».

#### L'Entre-deux-guerres
Le 14 août 1937 un important incendie se déclara en plein bourg de Saint-Tugdual ; parti d'une meule de paille, il menaçait de s'étendre à tout le bas du bourg, mais fut maîtrisé au bout de 3 heures d'efforts par les pompiers venus de Guémené-sur-Scorff.

#### La Seconde Guerre mondiale
Le monument aux morts de Saint-Tugdual porte les noms de 11 personnes mortes pour la France pendant la Seconde Guerre mondiale ; parmi elles, Joseph Chauve, Louis Chauve, Tugdual Gourin, Louis Le Du, Louis Le Léonnec, Joseph Perret et un autre jeune homme tués tous les sept fauchés par le même obus le 22 août 1944 à Kerlois en Hennebont lors des combats de la Poche de Lorient.
Un monument à la mémoire des enfants de Saint-Tugdual morts pour la libération de la France fut inauguré le 28 avril 1946.

#### L'après-Seconde Guerre mondiale
L'église paroissiale, qui datait du XVIIe siècle, est en partie détruite par la foudre en 1959. L'architecte Claubert de Cléry édifie en 1962 une nouvelle église en remplacement de l'ancienne.

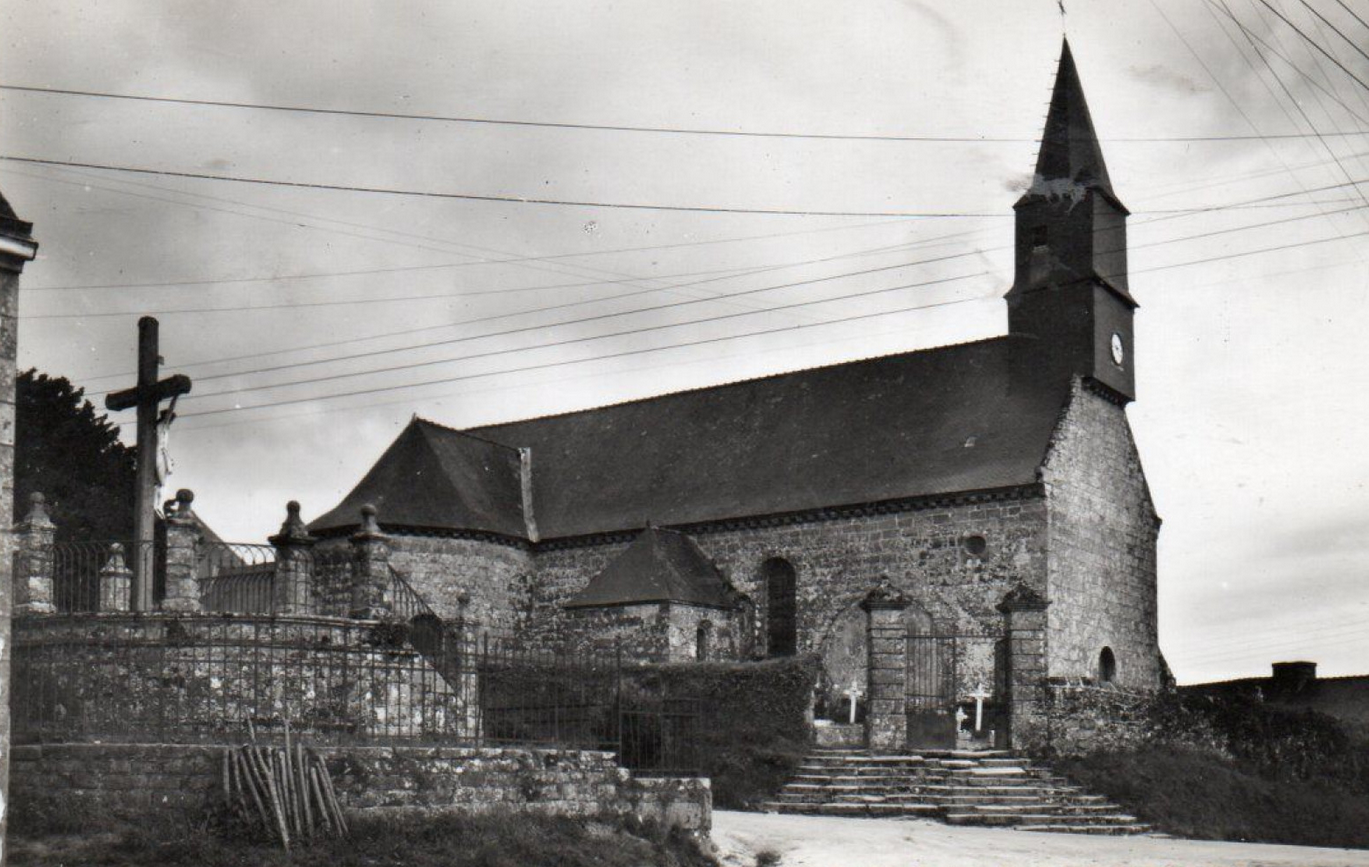
L'ancienne église et le cimetière vers 1950 (carte postale).
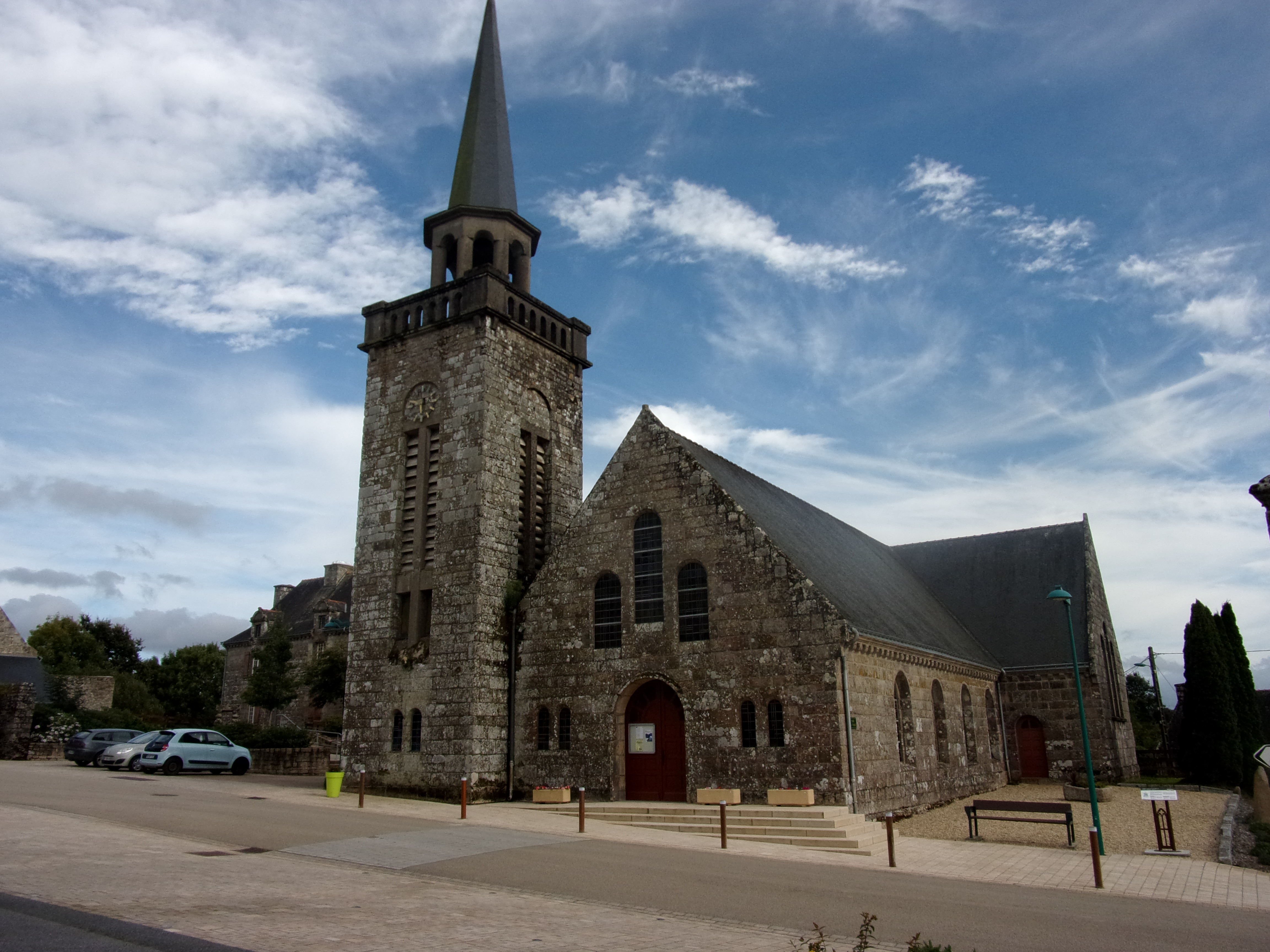
La nouvelle église de Saint-Tugdual.

### LeXXIesiècle

#### L' incendie de la chapelle Saint-Guen
Dans la nuit du 29 au 30 janvier 2006 la chapelle Saint-Guen, alors que sa restauration s'achevait, a été victime d'un incendie criminel.

## Politique et administration

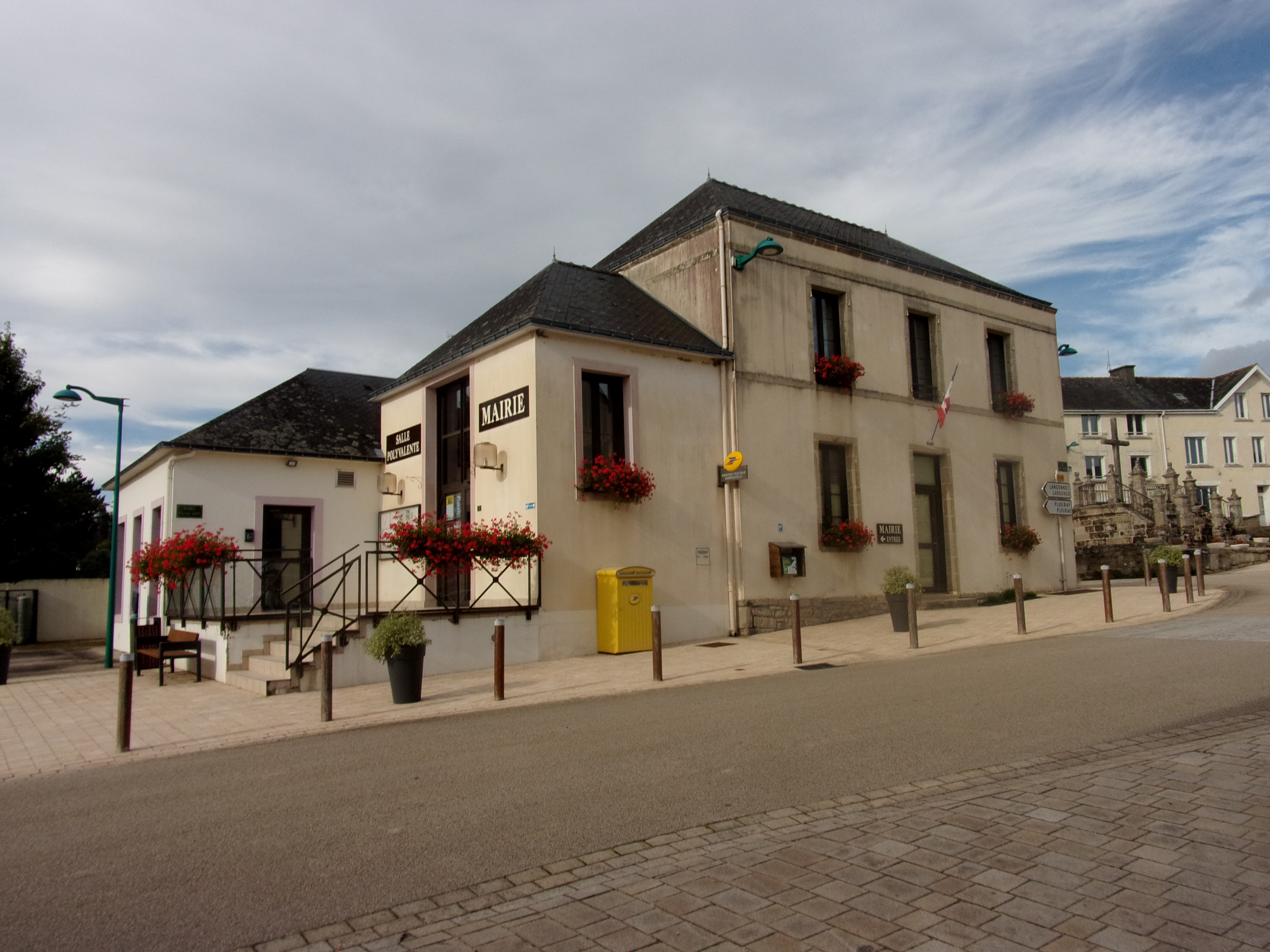
La mairie.

| Période                                  | Période       | Identité               | Étiquette   | Qualité                                                                                   |
| ---------------------------------------- | ------------- | ---------------------- | ----------- | ----------------------------------------------------------------------------------------- |
| 1789                                     |               | Monsieur Rigogne       |             | Cultivateur à Brignolec Kervidic                                                          |
| avant 1793                               |               | François Le Goff       |             | Officier public.                                                                          |
| avant 1796                               |               | Yves Jouan             |             | Officier public.                                                                          |
|                                          |               |                        |             |                                                                                           |
| avant 1801                               | 1808          | Joseph Broussot        |             |                                                                                           |
| 1808                                     | 1808          | Alain Le Lidec         |             | Cultivateur. Maire seulement quelques mois.                                               |
| 1810                                     | 1840          | Louis Thomas           |             | Cultivateur.                                                                              |
| 1840                                     | 1880          | Vincent Sivy           |             | Cultivateur.                                                                              |
| 1881                                     | 1900          | Louis Hellegouarch     |             |                                                                                           |
| 1900                                     | 1903          | Vincent Ollivier       |             | Aussi premier maire du Croisty lors de la création de cette commune.                      |
|                                          |               | Joseph Le Lamer        |             | Président de la délégation spéciale entre l'été 1903 et le printemps 1904                 |
| 1904                                     | après 1919    | Louis Jaffré           |             | Cultivateur.                                                                              |
|                                          |               |                        |             |                                                                                           |
| 1919                                     | 1935          | Joseph Béhérec         | Républicain | Cultivateur.                                                                              |
| avant 1938                               | après 1946    | Joseph Le Gallo        |             |                                                                                           |
| 1955                                     | 1983          | Lucien Le Manachh      |             |                                                                                           |
| 2001                                     | 2014          | Guy Jouët              | UMP-LR      | Réélu en 2008.                                                                            |
| 2014                                     | décembre 2016 | Jean-Claude Saindrenan |             | Ancien secrétaire de l'association d'aide à domincile ADOM. Démissionne en décembre 2016. |
| 24 février 2017                          | 27 mai 2020   | Maryse Le Bris         |             |                                                                                           |
| 27 mai 2020                              | En cours      | Raymond Siou           |             | Premier adjoint de sa prédécesseure                                                       |
| Les données manquantes sont à compléter. |               |                        |             |                                                                                           |

## Démographie
En 1903, Saint-Tugdual est partiellement démembrée pour donner naissance au Croisty.
L'évolution du nombre d'habitants est connue à travers les recensements de la population effectués dans la commune depuis 1793. Pour les communes de moins de 10 000 habitants, une enquête de recensement portant sur toute la population est réalisée tous les cinq ans, les populations de référence des années intermédiaires étant quant à elles estimées par interpolation ou extrapolation. Pour la commune, le premier recensement exhaustif entrant dans le cadre du nouveau dispositif a été réalisé en 2005.

En 2022, la commune comptait 375 habitants, en évolution de +1,35 % par rapport à 2016 (Morbihan : +3,82 %, France hors Mayotte : +2,11 %).
| 1793  | 1800  | 1806  | 1821  | 1831  | 1836  | 1841  | 1846  | 1851  |
| ----- | ----- | ----- | ----- | ----- | ----- | ----- | ----- | ----- |
| 1 819 | 1 733 | 1 437 | 1 639 | 1 881 | 2 028 | 1 950 | 2 027 | 1 943 |

| 1856  | 1861  | 1866  | 1872  | 1876  | 1881  | 1886  | 1891  | 1896  |
| ----- | ----- | ----- | ----- | ----- | ----- | ----- | ----- | ----- |
| 1 759 | 1 756 | 1 837 | 1 625 | 1 755 | 1 800 | 1 902 | 1 900 | 1 907 |

| 1901  | 1906 | 1911 | 1921 | 1926  | 1931  | 1936  | 1946 | 1954 |
| ----- | ---- | ---- | ---- | ----- | ----- | ----- | ---- | ---- |
| 1 962 | 973  | 976  | 980  | 1 040 | 1 067 | 1 057 | 926  | 782  |

| 1962 | 1968 | 1975 | 1982 | 1990 | 1999 | 2005 | 2006 | 2010 |
| ---- | ---- | ---- | ---- | ---- | ---- | ---- | ---- | ---- |
| 759  | 638  | 556  | 525  | 444  | 398  | 394  | 393  | 401  |

| 2015 | 2020 | 2022 | - | - | - | - | - | - |
| ---- | ---- | ---- | - | - | - | - | - | - |
| 374  | 369  | 375  | - | - | - | - | - | - |

## Économie
Le principal employeur de la commune est la biscuiterie des Pâtisseries gourmandes (95 salariés).

## Lieux et monuments

### Chapelle Saint-Guen (XVIesiècle)
Elle a été en grande partie détruite le 30 janvier 2006, alors que sa restauration s'achevait. Ses commanditaires sont des seigneurs locaux : les seigneurs de Kerminisy, Kersallic et Restergant. En forme de croix latine très proche du tau grec, elle arbore un clocheton carré élancé auquel on accède par un escalier qui longe le rampant sud de la toiture.
Dans la nuit du 29 au 30 janvier 2006 la chapelle Saint-Guen a été en partie détruite par un couple de deux jeunes gens qui s’adonnaient à des rites sataniques et provoquèrent un incendie qui détruisit la toiture et tout l'intérieur de la chapelle. Grâce à de nombreux dons, la reconstruction fut décidée immédiatement et en septembre 2008, lors du pardon, pour fêter la fin de la reconstruction, la chapelle retrouva de nouveaux vitraux.

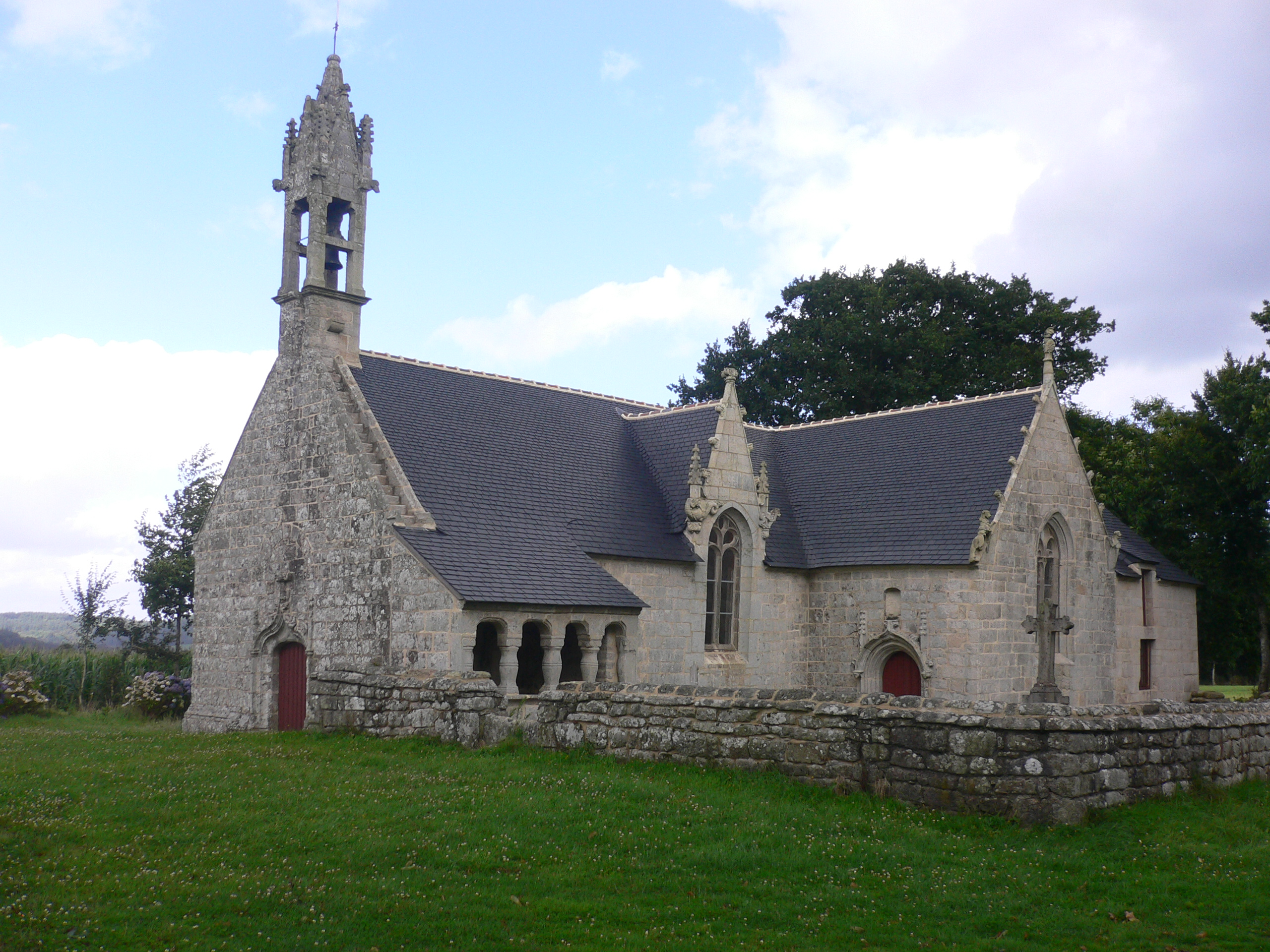
La chapelle Saint-Guen : vue extérieure d'ensemble.
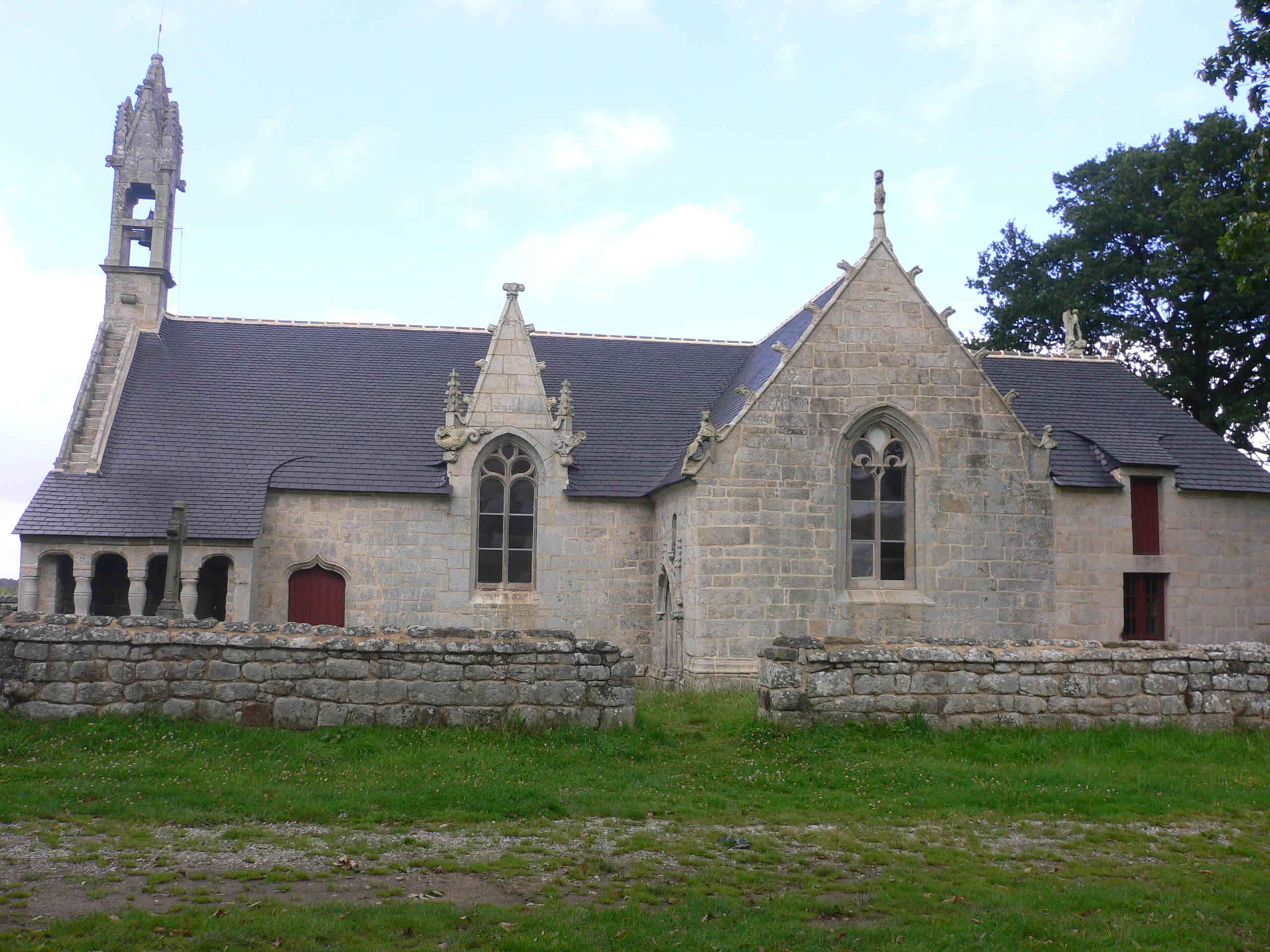
La chapelle Saint-Guen : côté sud.

### Église Saint-Tugdual
- L'ancienne église paroissiale Saint-Tugdual a été détruite par la foudre en 1959. En forme de croix latine, elle datait du Moyen Âge et possédait une cloche de 1615. Elle a été décrite en détail par Louis Rosenzweig en 1863[59]. Elle est inscrite à l'inventaire général du patrimoine culturel[60].

- La nouvelle église paroissiale Saint-Tugdual est construite en 1961 par l'architecte Claubert de Cléry en réutilisant au maxium les martéraux de l'ancienne église, mais son orientation est différente de  cette dernière de façon que sa façade principale s'aligne sur la place du bourg. Ses verrières ont été conçues par l'atelier Le Bihan, de Quimper. Le clocher, séparé de l'église, est composé d'une tour carrée en granit, surmonté d'une balustrade, d'un tambour polygonal ajouré et d'une flèche d'ardoise très fine. Une fresque monumentale de Gyan Meer (de son vrai nom Yannig Guillevic) , le le lavement des pieds (huile sur toile, 4 m x 6 m) a été installée dans le chœur de l'église en 2006 ; bénite par l'évêque de Vannes, Mgr Centène, la peinture monumentale est le fruit d'une commande du comité paroissial[61]. Chaque année, durant le Jeudi Saint, une cérémonie du lavement des pieds est célébrée par le recteur Henri Goyallon.

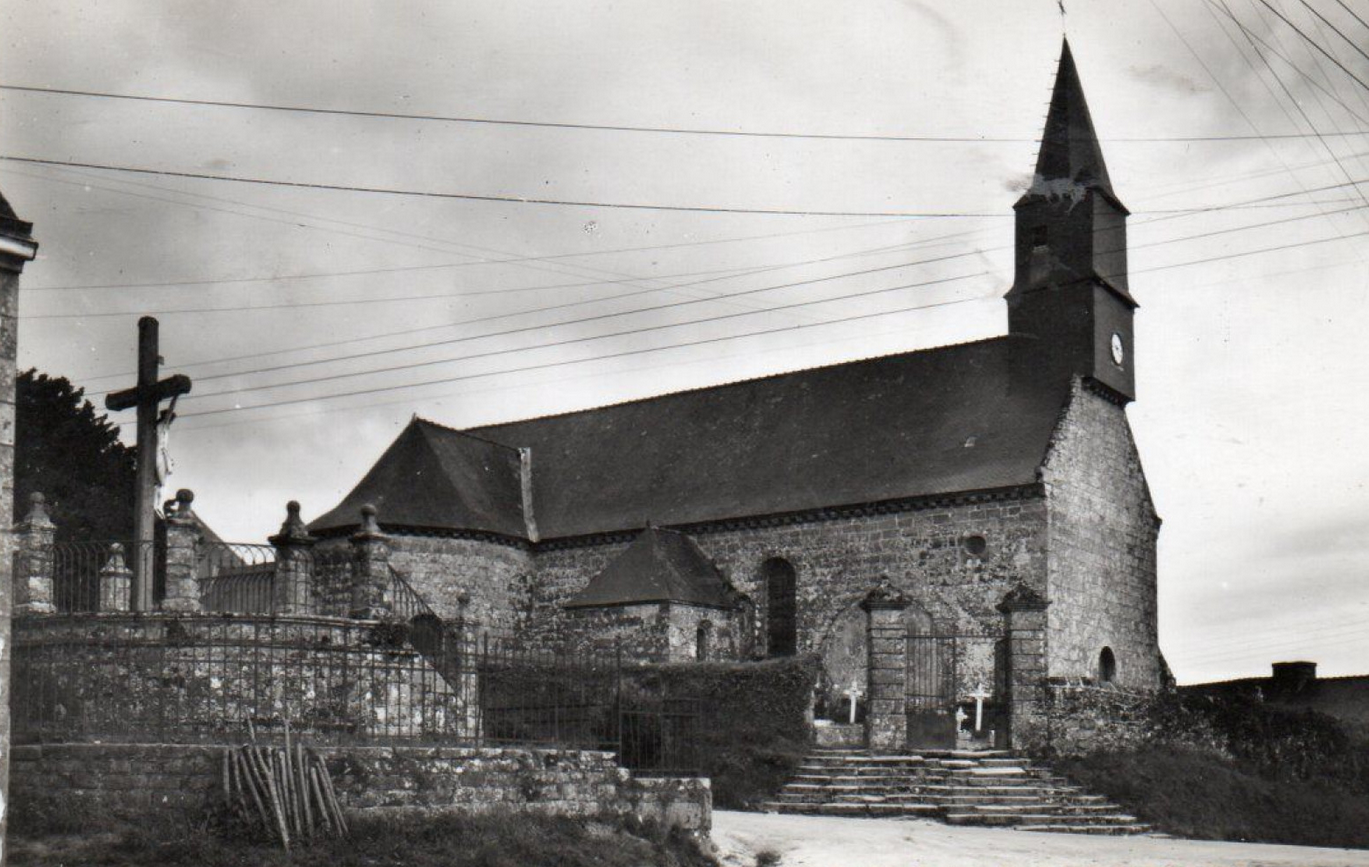
Ancienne église paroissiale Saint-Tugdual
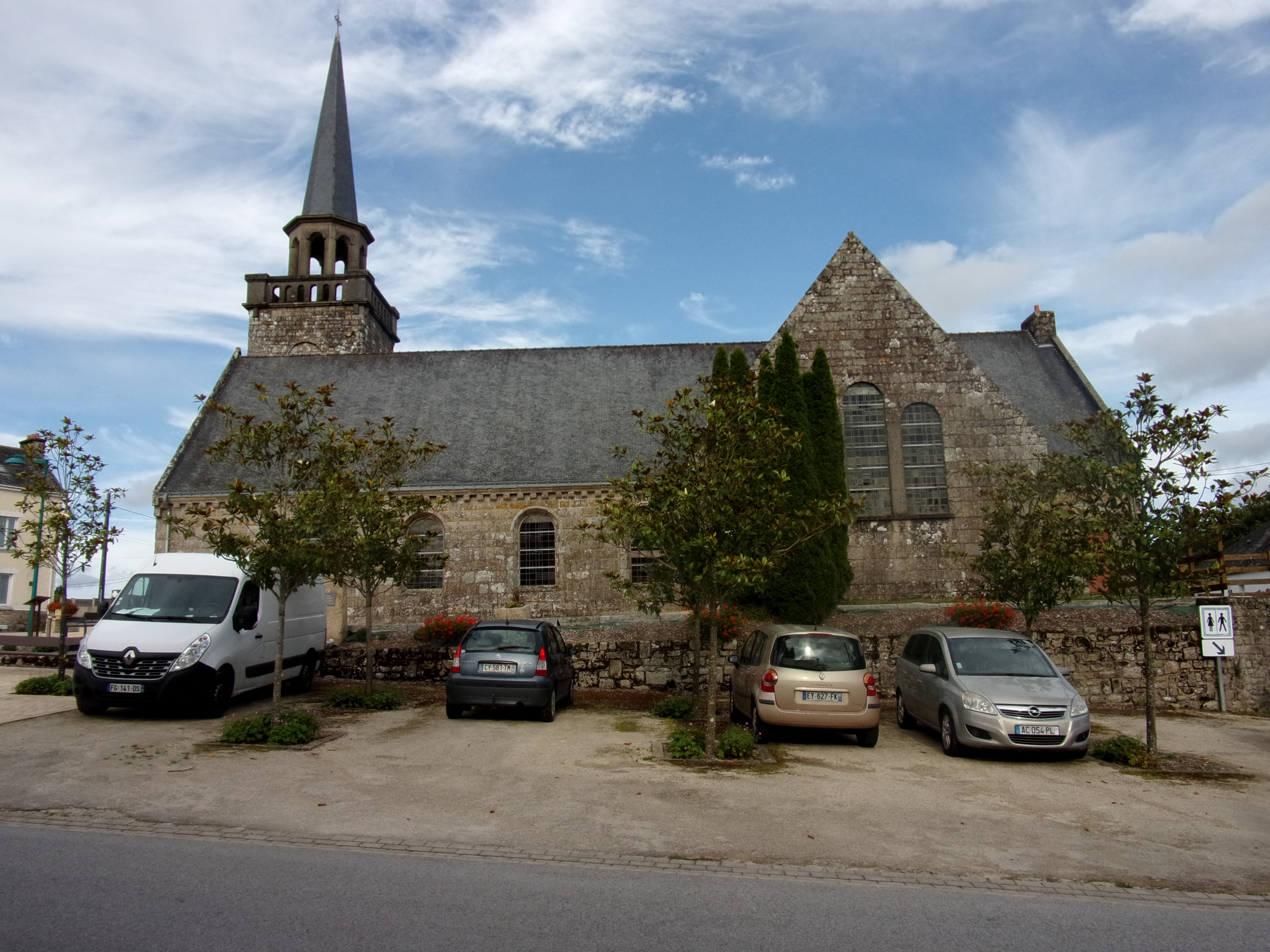
La nouvelle église : façade sud.
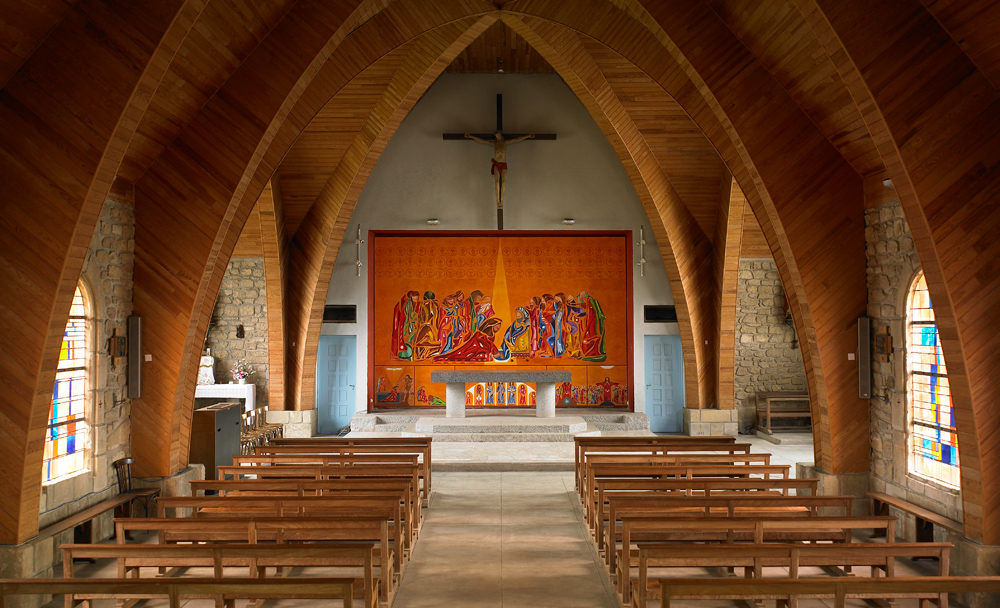
L'intérieur de l'église ornée d'une fresque murale réalisée par Yanig Guillevic.

### Croix de cimetière de Saint-Tugdual
Elle porte la date de 1704, sans doute date d'une restauration, car son socle paraît plus ancien. Il est chargé de bas-reliefs représentant le baptême du Christ et plusieurs scènes de la Passion.

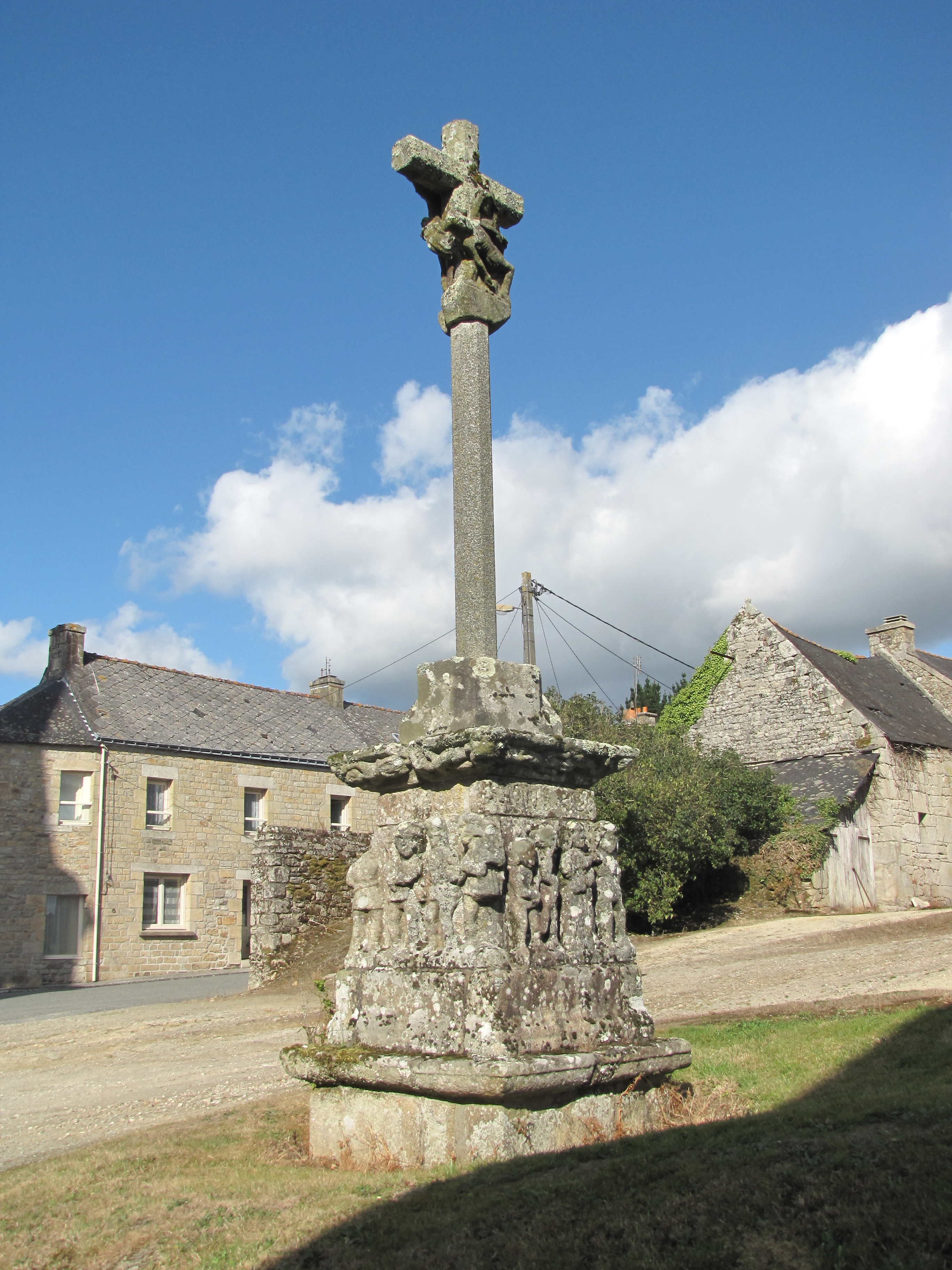
La croix du cimetière de Saint-Tugdual : vue d'ensemble.
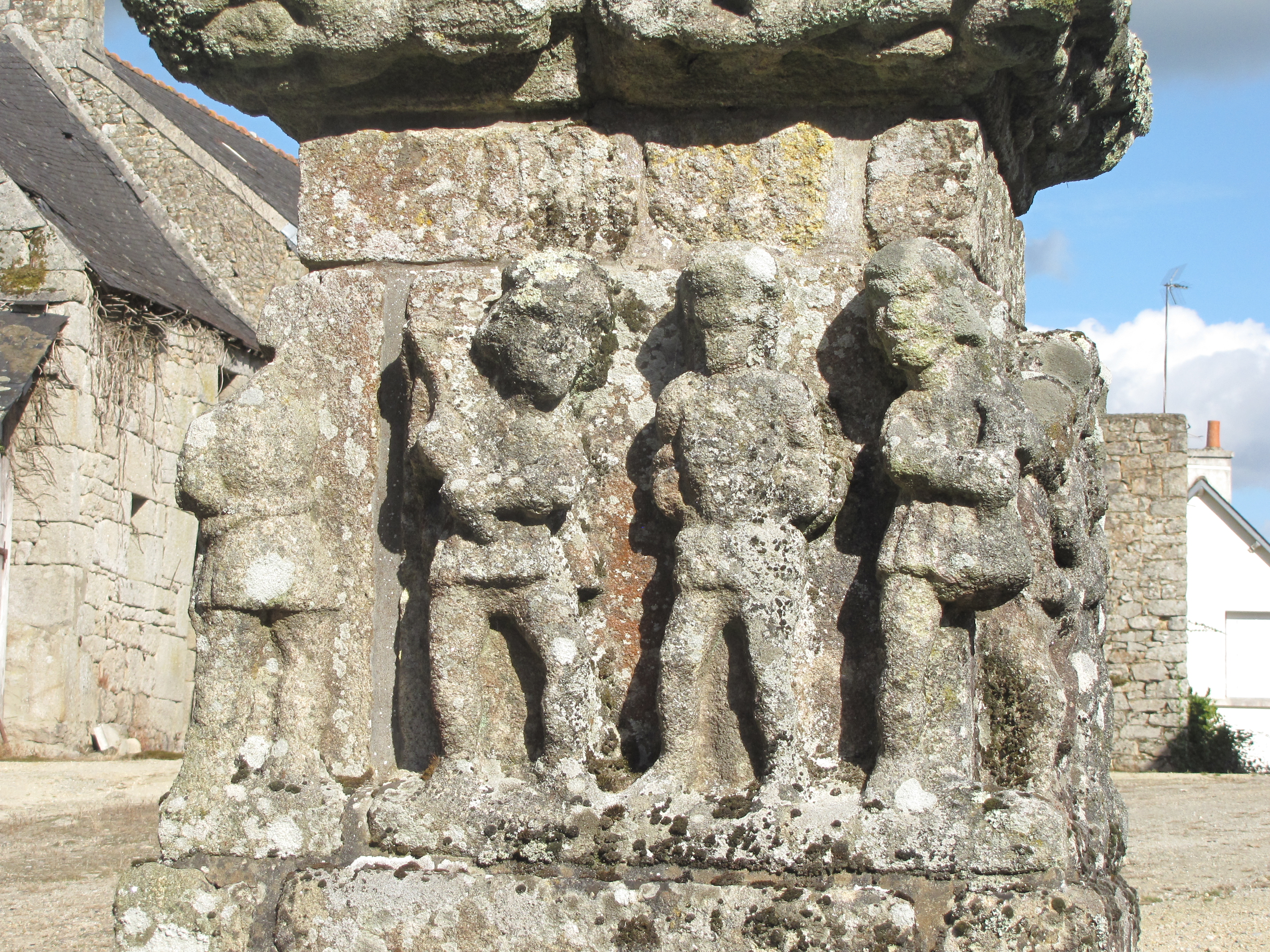
La croix du cimetière de Saint-Tugdual : détail 1.
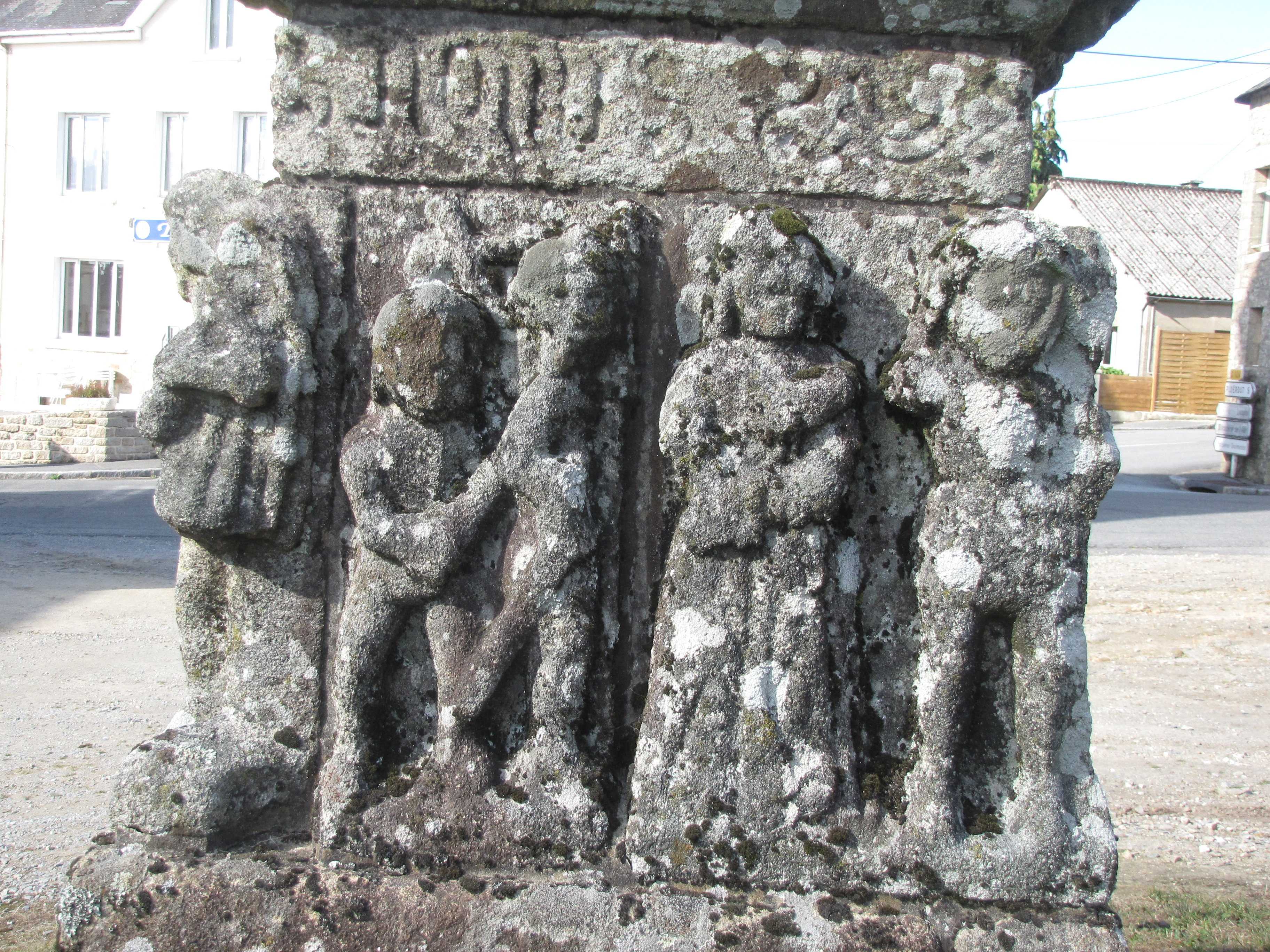
La croix du cimetière de Saint-Tugdual : détail 2.

### Château de Kerminisy
Son nom signifie en breton "lieu d'asile" et provient très probalement des Hospitaliers de Saint-Jean de Jérusalem lorrsqu'ils possédaient la région ; la partie gauche de l'édifice date de 1600, la partie droite de 1674. La grosse tour carré de style anglais est un ajout récent et date de 1911. Ce château appartenait en 1627 à Valentin de Talhoët et Jeanne Le Lagadec, sieur et dame de Sévérac. Cette terre resta par la suite à cette famille puisque René Armand de Talhoët est propriétaire de ce domaine en 1759.

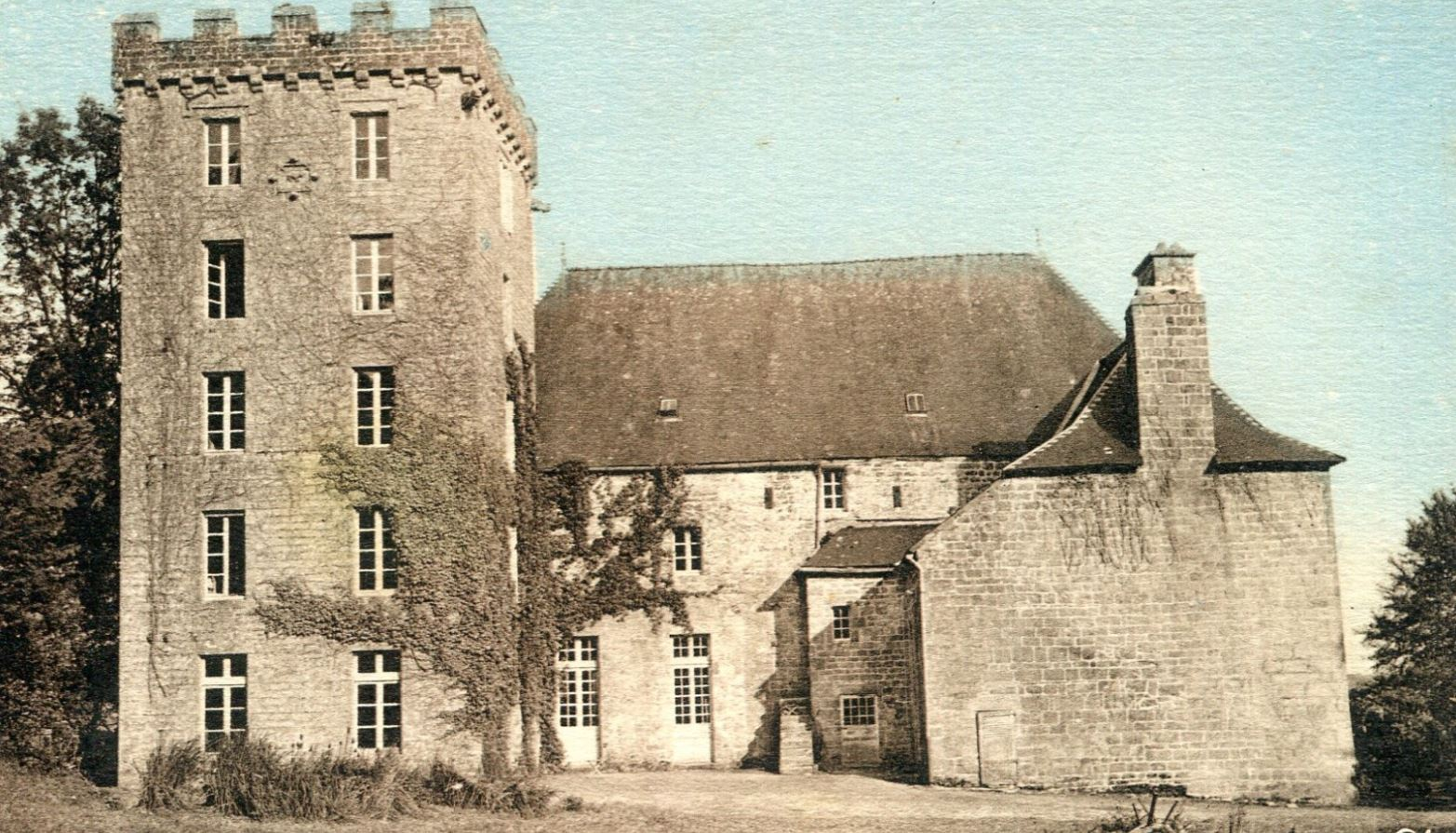
Château de Kerminisy vers 1960 (carte postale ancienne, éditeur CIM).

### Manoir de Corrogant
Le manoir date du XVIIIe siècle, il est inscrit à l'inventaire général du patrimoine culturel.

### Manoir de Kersallic
Le manoir date des XVIIe et XVIIIe siècles, il est inscrit à l'inventaire général du patrimoine culturel.

## Personnalités liées à la commune
- Hilaire Le Couteller, né le 7 juillet 1845 à Saint-Tugdual, fut moine de la Congrégation du Saint-Esprit ; après avoir été infirmier pendant la guerre de 1870, il partit comme missionnaire à la mission de Lândana (Angola), puis en Algérie où il est décédé à Misserghin le 10 avril 1936[65].
- Le champion cycliste René Le Grevès, vainqueur de seize étapes du Tour de France, était, par ses parents, originaires de Saint-Tugdual.